# سیارک ۱۲۴۲۱
سیارک ۱۲۴۲۱ (به انگلیسی: 12421 Zhenya، نامگذاری:1995UH5) دوازده هزار و چهارصد و بیست و یکمین سیارک کشف شده‌است که در ۱۶ اکتبر ۱۹۹۵ کشف شد.
قدر مطلق سیارک برابر ۱۴٫۰۰ است.